# Тарасов, Иван Алексеевич
Иван Алексеевич Тарасов (30 января 2000, Санкт-Петербург, Россия) — российский футболист, играл на позициях полузащитника и нападающего.

## Клубная карьера
Является воспитанником санкт-петербургского «Зенита», играл за вторую и молодёжную команду. 26 февраля 2019 на правах аренды перешёл в финский ХИК. В июле 2022 года перебрался в «СКА-Хабаровск», за который провёл 1 матч в Первой лиге, однако через один месяц в клубе было принято решение расторгнуть с ним контракт. В 2023 году выступал за «Динамо» из Санкт-Петербурга.